# Miloslav Danko
Miloslav Danko (18. prosinec 1924 Krčava – 6. červen 2008) byl slovenský fotbalista, reprezentant a později novinář. Na vrcholové československé scéně odehrál 120 ligových zápasů, ve kterých vsítil 39 branek.

## Hráčská kariéra
Jako dorostenec hrál za ŠK Slávia Prešov se kterou získal 2 dorostenecké tituly mistra Slovenska. Pod trenérem Ferdinandem Daučíkem odehrál za slovenskou reprezentaci 2 zápasy a dal 1 gól, jednou nastoupil za "B" tým Československa.
V roce 1945 se rodiče přestěhovali do Košic, kde nastoupil na školu na Poštové ulici. Po vzniku ŠK Jednota Košice přestoupil právě do tohoto klubu, se kterým se mu podařilo získat titul mistra Slovenska. Z Jednoty Košice měl přestoupit za 820 tisíc korun v roce 1947 do Slavie Praha, ale Jednota ho pro odchod pěti hráčů odmítla uvolnit. V roce 1948 přestoupil za 570 tisíc Kčs do ŠK Bratislava, se kterým absolvoval zájezdy do Belgie, Lucemburska, Francie, ale zejména historické turné po Mexiku a USA. Během něj podepsal spolu s Juliem Schubertem přestup do AC Torino. Po návratu odehrál v den svých narozenin zápas proti pražské Slavii (5:4), v němž vstřelil vítězný gól, netušíc, že byl jeho posledním. Po novém roce namísto cesty do Itálie se 1. února 1949 podrobil operaci ledviny a byl nucen ukončit aktivní činnost.

## Ligová bilance
| Ročník             | Zápasy | Góly | Klub                |
| ------------------ | ------ | ---- | ------------------- |
| I. liga 1945/46    | –      | 10   | Jednota Košice      |
| I. liga 1946/47    | –      | 7    | Jednota Košice      |
| I. liga 1947/48    | –      | 2    | Jednota Košice      |
| I. liga 1947/48    | –      | 3    | ŠK Bratislava       |
| I. liga 1948       | –      | 4    | Sokol NV Bratislava |
| CELKEM I. ČS. LIGA | –      | 26   |                     |

## Trenérská kariéra
Po skončení aktivní činnosti byl trenérem a funkcionářem v Košicích.